# Back in the U.S.
Back in the U.S. (sottotitolo: Live 2002) è un doppio album dal vivo di Paul McCartney, pubblicato nel 2002.

## Descrizione
Raccoglie le esecuzioni dal vivo del tour Driving USA del 2002 negli Stati Uniti, in supporto alla precedente pubblicazione di Driving Rain. Fu pubblicato con un DVD oltre ai due CD, per commemorare il primo tour negli States dopo circa 10 anni.
Nella band di McCartney appaiono molti musicisti che registrarono parti per Driving Rain, come Rusty Anderson e Brian Ray (chitarre), Abe Laboriel Jr. (batteria) e Paul "Wix" Wickens (tastiere, armonica, chitarra), che già aveva collaborato con l'ex-Beatle nei due precedenti tours (1989-1990 e 1993).
Nonostante McCartney stesse promuovendo Driving Rain, la maggior parte dei brani eseguiti risale al suo passato più remoto: brani pubblicati dai Wings e con i Beatles. Proprio questi pezzi fecero nascere un'accesa discussione con Yōko Ono, a causa dei diritti d'autore; infatti, McCartney, nella pubblicazione di questo disco, invertì i crediti delle canzoni Lennon/McCartney in McCartney/Lennon, al contrario di quanto aveva fatto per Tripping the Live Fantastic, Unplugged - The Official Bootleg e Paul Is Live. Questo fu un atto di risposta al comportamento ritenuto scorretto di Yoko Ono che, in Lennon Legend: The Very Best of John Lennon (1997), accreditava Give Peace a Chance al solo Lennon, senza aggiungere McCartney come da deposizione all'associazione di gestione delle royalty. John Lennon, nel 1976, quando McCartney aveva pubblicato Wings over America con i crediti invertiti, non fece nessuna obiezione.
Back in the U.S. è stata un'esclusiva nord americana e giapponese (la versione internazionale fu il successivo Back in the World, anche se con qualche differenza). Quest'album, nonostante fosse già il sesto live pubblicato da McCartney, si comportò molto bene in classifica, toccando l'8º posto negli Stati Uniti, con 224 000 copie vendute, registrando le vendite più alte da quando fu introdotto il Nielsen SoundScan nel 1991. L'album ricevette il doppio disco di platino negli USA, per spedizioni di oltre un milione di unità. Entrò nella top 5 della classifica giapponese, facendo di McCartney l'artista occidentale con il più alto numero di top 10 in Giappone. L'inserimento del DVD fu sicuramente un motivo in più per acquistarlo ed anche quello vendette abbastanza bene da entrare in alcune classifiche.

## Tracce
Tutti i brani composti da Lennon/McCartney, tranne dove segnalato.

### CD

#### Disco 1
1. Hello Goodbye – 3:46
2. Jet (Paul McCartney, Linda McCartney) – 4:02
3. All My Loving – 2:08
4. Getting Better – 3:10
5. Coming Up (Paul McCartney) – 3:26
6. Let Me Roll It (Paul McCartney) – 4:24
7. Lonely Road (Paul McCartney) – 3:12
8. Driving Rain (Paul McCartney) – 3:11
9. Your Loving Flame (Paul McCartney) – 3:28
10. Blackbird – 2:30
11. Every Night (Paul McCartney) – 2:51
12. We Can Work It Out – 2:29
13. Mother Nature's Son – 2:11
14. Vanilla Sky (Paul McCartney) – 2:29
15. You Never Give Me Your Money/Carry That Weight – 3:05
16. The Fool on the Hill – 3:09
17. Here Today (Paul McCartney) – 2:28
  - Tributo a John Lennon.
18. Something (George Harrison) – 2:33
  - Tributo a George Harrison. La canzone è suonata solo con un ukulele, uno degli strumenti preferiti da Harrison.

#### Disco 2
1. Eleanor Rigby – 2:17
2. Here, There and Everywhere – 2:26
3. Band on the Run (Paul McCartney, Linda McCartney) – 5:00
4. Back in the U.S.S.R. – 2:55
5. Maybe I'm Amazed (Paul McCartney) – 4:48
6. C Moon (Paul McCartney, Linda McCartney) – 3:51
7. My Love (Paul McCartney, Linda McCartney) – 4:03
8. Can't Buy Me Love – 2:09
9. Freedom (Paul McCartney) – 3:18
10. Live and Let Die (Paul McCartney, Linda McCartney) – 3:05
11. Let It Be – 3:57
12. Hey Jude – 7:01
13. The Long and Winding Road – 3:30
14. Lady Madonna – 2:21
15. I Saw Her Standing There – 3:08
16. Yesterday – 2:08
17. Sgt. Pepper's Lonely Hearts Club Band (Reprise) / The End – 4:39

### DVD
1. Hello, Goodbye
2. Jet (Paul McCartney, Linda McCartney)
3. All My Loving
4. Live and Let Die (Paul McCartney, Linda McCartney)
5. Coming Up (Paul McCartney)
6. Blackbird
7. We Can Work It Out
8. Here, There, and Everywhere
9. Eleanor Rigby
10. Matchbox (Carl Perkins)
11. Your Loving Flame (Paul McCartney)
12. Fool on the Hill
13. Getting Better
14. Here Today (Paul McCartney)
15. Something (George Harrison)
16. Band on the Run (Paul McCartney, Linda McCartney)
17. Let Me Roll It (Paul McCartney, Linda McCartney)
18. Back in the USSR
19. My Love (Paul McCartney, Linda McCartney)
20. Maybe I'm Amazed (Paul McCartney)
21. Freedom (Paul McCartney)
22. Let it Be
23. Hey Jude
24. Can't Buy Me Love
25. Lady Madonna
26. The Long and Winding Road
27. Yesterday
28. Sgt. Pepper's Lonely Hearts Club Band/The End
29. I Saw Her Standing There

#### Tracce bonus
1. Driving Rain (Paul McCartney)
2. Every Night (Paul McCartney)
3. You Never Give Me Your Money/Carry That Weight

## Formazione
- Paul McCartney - voce, basso, chitarra, pianoforte
- Brian Ray - basso, chitarra, cori
- Abe Laboriel jr. - batteria, percussioni, cori
- Rusty Anderson - chitarra, cori
- Paul Wickens - tastiere, armonica, chitarra, cori

## Classifiche

### CD
| Classifica (2002-03)                          | Posizione | Settimane |
| --------------------------------------------- | --------- | --------- |
| Japanese Oricon Weekly Albums Chart (top 300) | 4         | 10        |
| U.S. Billboard 200                            | 8         | 14        |

### DVD
| Classifica (2003)                          | Posizione | Settimane |
| ------------------------------------------ | --------- | --------- |
| Japanese Oricon Weekly DVD Chart (top 300) | 18        | 6         |

## Certificazioni

### CD
| Paese       | Conferitore | Certificazione   | Data            |
| ----------- | ----------- | ---------------- | --------------- |
| Stati Uniti | RIAA        | 2× Multi-Platino | 10 gennaio 2003 |
| Canada      | CRIA        | 2× Platino       | 8 gennaio 2003  |
| Giappone    | RIAJ        | Oro              | Febbraio 2003   |

### DVD
| Pese        | Conferitore | Certificazione   | Data             |
| ----------- | ----------- | ---------------- | ---------------- |
| Canada      | CRIA        | 4× Platino       | 13 febbraio 2003 |
| Stati Uniti | RIAA        | 3× Multi-Platino | 10 gennaio 2003  |
| Germania    | BVMI        | Oro              | 2003             |